# Amalia Katharina av Waldeck
Amalia Katharina av Waldeck, född 8 augusti 1640 i Culemborg, död 4 januari 1697 i Ahlden (Aller), var en tysk kompositör.
Hon utgav 1692 en samling av 67 pietistiska sånger, av vilka flera var tonsatta. 